# 公主

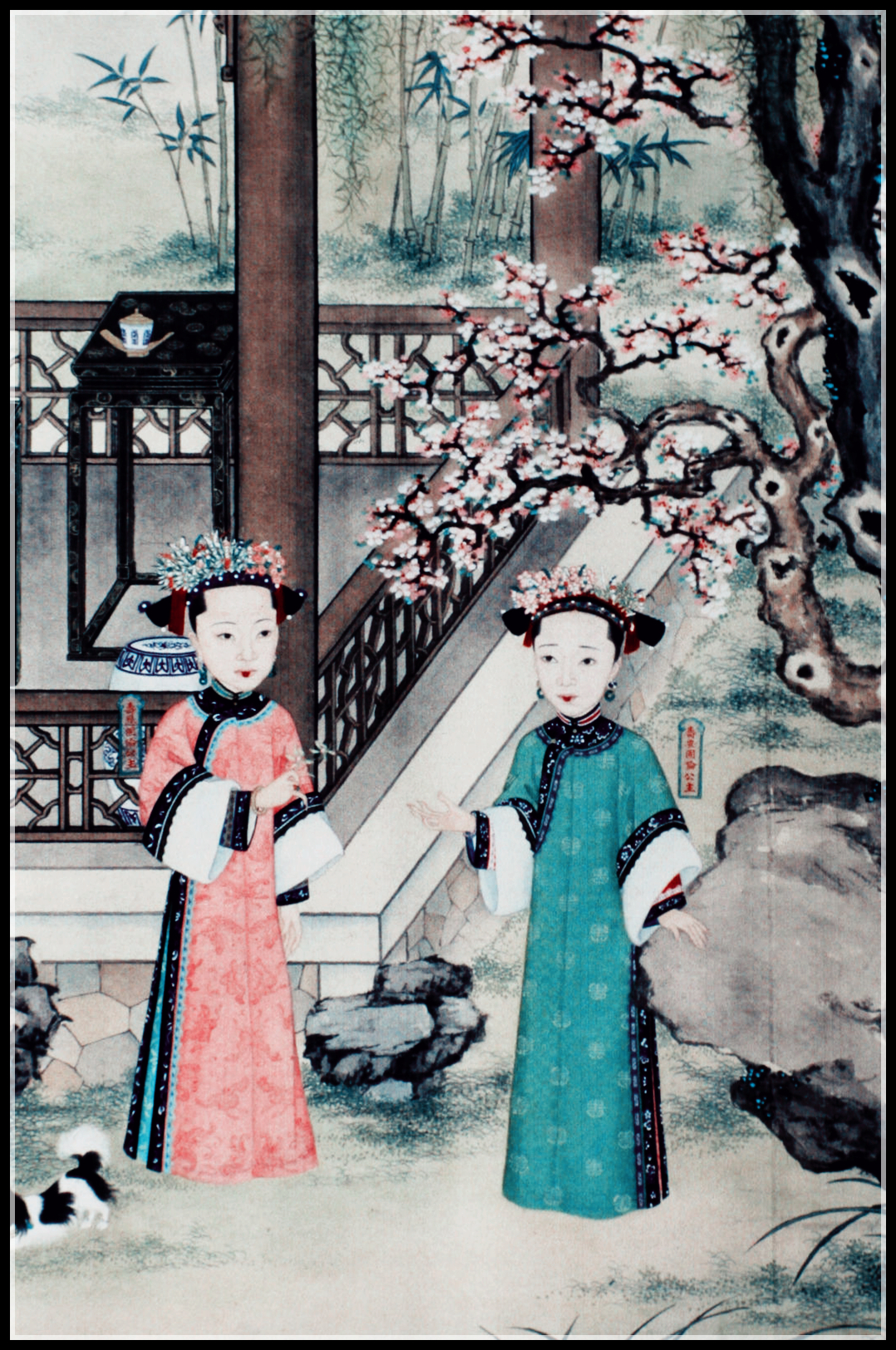
清代的寿安和寿恩两公主

公主一詞，在現代漢語中常用來代稱君主制的皇女或王女，例如日本的皇女及封為內親王的親王之女，或者歐洲君主之女兒、姊妹、姑母（若母親為女王或女皇則包括姨母），以及其他直系王室成員之女；有時則依其與君主的親疏之別，分以「公主」或「郡主」稱之，例如稱日本的「女王」為「郡主」。公主也作為欧洲女性爵位Princess的翻譯，專用作非因婚姻而得到Princess爵位者，通常為君主的直系親屬。有時，一些非君主直系親屬而被封為“Princess”的女性，也被稱為公主，例如巴伐利亞的茜茜公主。
在古代东亚通常是皇女的位號。春秋王姬以諸侯主婚，秦漢後皇女以三公主婚故曰公主。《幼學瓊林》卷二．外戚類：「帝女乃公侯主婚，故有公主之稱。」
此外，在若干影視作品的漢語譯文中，日本古代公卿或大名之女（姬）亦常被不準確地譯為「公主」；然而，這些公家或武家的小姐，其身分地位與嚴格意義上的「公主」並不相稱，这时的实际含义应为千金或者小姐。欧洲作品如格林童话等，也将封建领主之女大多譯為「公主」，与前者情况类似。